# Elizabeth Barrett Browning
Elizabeth Barret Browning (6 de març de 1806, Durham (Anglaterra) - 29 de juny de 1861, Florència) fou una destacada poeta en anglès, de l'era victoriana.
La seva infantesa fins a l'any 1845 va estar lligada a l'autoritat d'un pare possessiu dins d'una família nombrosa i adinerada. De ben jove li procuraren l'amistat amb homes com ara William Wordsworth i Walter Savage Landor. Quan la família es traslladà a Wimpole Street, a Londres, fou quan va començar a publicar obres com Poems, de 1844. La seva poesia The Cry of the children ('El lament dels nens'), relacionada amb l'abús de les jornades de treball intensives en menors, va impactar molt els lectors. L'informe de Horne va ser motiu d'una llei el 1843 per a limitar el treball de menors.
La correspondència amb Robert Browning li canvià la vida. La passió d'amor li va inspirar Sonets del portuguès. Aquest sentiment compartit va donar lloc a un casament secret i la fugida cap a Itàlia, el 1846. Va tenir un fill el 1849 i va continuar escrivint inspirada pel Risorgimento, l'admiració a Napoleó III i els problemes socials, morals i polítics del moment. Les obres d'aquest període són Casa Guidi Windows ('Les finestres de la Casa Guidi') de 1851, en què escriu amb entusiasme els fets polítics italians com a seguidora del moviment revolucionari italià, i Poems before Congress ('Poesies davant el Congrés') de 1860, en què també demostra intel·ligència per parlar dels fets polítics dins de la poesia. Aurora Leigh, publicada el 1855, és interessant per la descripció dels costums de l'època i, a més, es detecta els pensaments de l'escriptora que se sobreposa a la protagonista.

## Biografia
Elizabeth Barrett Browning, coneguda originalment com a Elizabeth Barrett Moulton-Barrett, va néixer a Cochoe Hall, a prop de Durham (Anglaterra) l'any 1806. Era filla del propietari d'una plantació Edward Moulton-Barrett, que va adoptar el cognom "Barrett" en heretar les finques del seu avi a Jamaica. Va ser batejada a l'església de Kelloe, on una placa la descriu com una "gran poetessa, noble dona, devota esposa". La seva mare Mary Graham-Clarke provenia d'una família adinerada de Newcastle upon Tyne, descendent del rei Eduard III d'Anglaterra.
Barrett va ser educada a casa seva i tutoritzada per Daniel McSwiney juntament amb el seu germà gran. Era una nena precoç i estudiosa que va començar a escriure versos a l'edat de quatre anys. Llegia novel·les als sis, amb vuit es delectava amb les traduccions d'Homer i als deu estudiava grec, fins al punt que als dotze ja havia escrit la seva pròpia epopeia homèrica, La batalla de Maratón: un poema.
L'any 1820, Barrett va escriure The Battle of Marathon, un poema d'estil èpic les còpies del qual van romandre dins de la família. La seva mare va compilar la poesia de la seva filla, encara una nena llavors, en la col·lecció de "Poems by Elizabeth B. Barrett" que el seu pare va anomenar "Poet Laureate of Hope End" en al·lusió a la mansió on vivien. El resultat és una de les més grans col·leccions de joventut escrita en llengua anglesa.
En aquesta època, Elizabeth va començar a lluitar contra una malaltia, que la ciència mèdica de l'època no va poder diagnosticar. Les tres germanes van caure en la mateixa síndrome tot i que només va sobreviure l'Elizabeth. Tenia dolor intens al cap i a la columna amb una pèrdua en la mobilitat. Enviada per recuperar-se a Gloucester, va ser tractada, en absència de síntomes que fessin pensar en cap altre diagnòstic, per un problema de columna vertebral. Tot i que aquest dolor va continuar durant la resta de la seva vida, es creu que no va estar relacionat amb l'afecció pulmonar que va desenvolupar més tard, l'any 1837.
Per paliar amb els dolors derivats dels seus problemes de salut, Barrett va començar a prendre opiacis, làudan, seguit de morfina, llavors prescrit habitualment, convertint-se en dependent d'aquestes substàncies durant gran part de la seva vida adulta. Així mateix, l'ús des d'una edat primerenca d'aquest derivat de l'opi tal vegada va contribuir a la seva fràgil salut. Alguns biògrafs como Alethea Hayter han suggerit que això també va poder haver fomentat la vivor de la seva imaginació i tenir impacte en la poesia que va produir.
L'any 1821, als 15 anys, Elizabeth Barrett va llegir Vindicació dels drets de la dona de Mary Wollstonecraft (1792), convertint-se en una apassionada defensora de les idees d'aquesta pensadora i escriptora referent en el pensament feminista.
L'any 1828 mor la seva mare. A partir d'aquest moment, la seva tieta Mary Sarah Graham-Clarke és qui s'encarrega principalment de cuidar els fills de la seva germana. Després de les demandes i l'abolició de l'esclavitud, el pare de l'Elizabeth pateix grans pèrdues financeres i d'inversió que el forcen a vendre Hope End. Tot i que els Barrett mai no van arribar a ser pobres, la casa va ser confiscada i posada en venda per satisfer els creditors, representant un cop dur en l'economia familiar.
Entre 1833 i 1835, la família es trasllada a Belle Vue a Sidmouth, rebatejat en l'actualitat com Cedar Shade, on una placa blava a l'entrada dona testimoni del pas de Barrett per la localitat. L'any 1838, alguns anys després de la venda de Hope End, els Barrett s'estableixen en el 50 Wimpole Street.
Durant els anys 1837-1838, la poetessa va patir una nova malaltia, amb símptomes que avui suggereixen una ulceració tuberculosa en els pulmons. En aquell mateix any, a conseqüència de la insistència del seu metge, els Barrett tornen a mudar-se, en aquest cas de Londres a Torquay, a la costa de Devonshire. Més tard dues tragèdies van arribar a la família. Al febrer de 1840, el seu germà Samuel va morir de febre a Jamaica i poc després, al juliol, el seu germà preferit Edward ("Bro") es va ofegar en un accident de navegació a Torquay. Això va tenir un efecte greu en la seva salut, que ja era fràgil i la família va tornar al carrer Wimpole l'any 1841. Aquí, Elizabeth Barrett Browning va passar la major part del seu temps a l'habitació de dalt, veient poques persones més enllà del seu entorn immediat. Durant aquest aïllament, el seu gos d'aigües Flush es va convertir en una important companyia. La pròpia Elizabeth Barrett, amb la perspectiva dels anys, descriu com se sentia i com li va afectar aquesta situació de soledat i desconnexió amb el món, que percebia com un clar desavantatge per desenvolupar la seva passió per l'escriptura, que per ella representava una vàlvula d'escapament:
| «                                                         | He viscut només cap a dins o amb tristesa, per una emoció forta. Abans d'aquesta reclusió de la meva malaltia, vaig estar reclosa també i poques hi haurà en el món entre les dones més joves que no hagin vist més, sentit més, sabut més de la societat, que jo, que difícilment puc ja ser considerada jove. | » |
| — Elizabeth Barrett Browning a Virginia Wolf, Escriptores | |   |

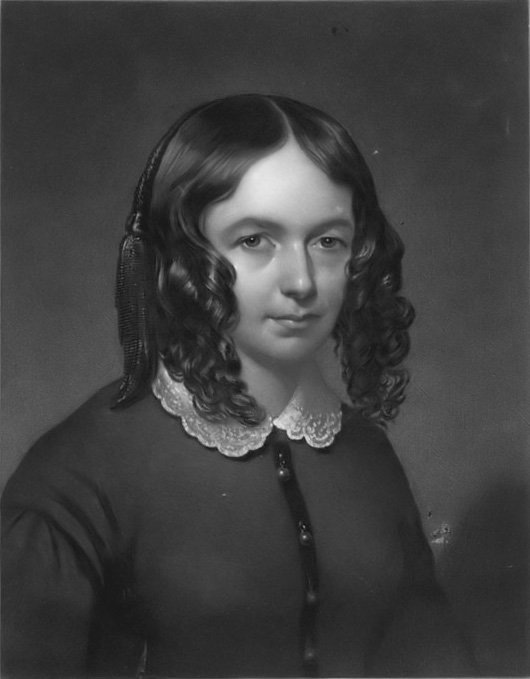
Elizabeth Barrett Browning

El període de 1841 a 1844 són els seus anys prolífics en poesia, traducció i prosa. El poema "The Cry of the Children", publicat a Blackwoods l'any 1842, condemnant el treball infantil, va ajudar a realitzar reformes legals mitjançant el suport a la llei de les deu hores de Lord Shaftesbury (1844).
L'any 1844 publica dos volums de Poemes, que incloïen "A Drama of Exile", "A Vision of Poets", i "Courtship of lady Geraldine" i dos importants assajos crítics per a The Athenaeum. L'alliberament de les tasques domèstiques que li va suposar la seva malaltia, li va permetre, a diferència del cas de les seves germanes i del que li esperava a qualsevol dona de l'època, centrar-se i desenvolupar una faceta intel·lectual i creativa, cultivant una enorme correspondència i llegint àvidament.
Els Poems publicats l'any 1844 li van dur l'èxit, causant l'admiració de l'escriptor Robert Browning, amb què va iniciar una correspondència secreta, qua va culminar en el matrimoni, també secret per por a la desaprovació del seu pare que, en efecte, es va produir en ser, poc després de l'enllaç, desheretada. La parella es va assentar a Florència, on la salut de l'Elizabeth va millorar. Aquí va escriure Les finestres de la casa Guidi (Casa Guidi Windows, 1851), considerada per molts el seu treball més poderós, inspirada per la lluita toscana per la llibertat. El matrimoni instal·la la seva residència a Piazza San Felice, a l'apartament que avui és el museu de Casa Guidi, dedicat a la seva memòria. Durant la seva estança en aquesta ciutat, Elizabeth Barrett es va fer molt amiga de les poetesses britàniques Isabella Blagden i Theodosia Trollope Garrow. L'any 1848 va néixer el seu únic fill, Robert Wiedeman Barrett.
La seva obra més coneguda a Espanya és The Sonnets from the Portuguese, normalment traduïts com Sonetos del portugués, tot i que també han aparegut publicats com Sonetos de portugués, Los sonetos del portugués, Sonetos portugueses, Los sonetos de la dama portuguesa o Sonetos de la portuguesa. De tema amorós, relaten la seva pròpia història d'amor, disfressant-la escassament en el títol. Va començar a escriure'ls l'any 1845, i no va ser fins al 1848 que els va donar a llegir al seu marit. Finalment els va publicar l'any 1850, en una edició extensa dels Poems.
L'any 1856, es publica Aurora Leigh, la que Barrett considera la seva obra més madura, "aquella en què hi figuren les meves conviccions més elevades sobre la vida i l'art". Es tracta d'un llibre gestat durant molts anys, que ja tenia al cap quan va conèixer el seu marit, amb qui comparteix la seva idea i els seus anhels sobre el propi llibreː
| «                                                         | La meva principal intenció en aquest moment és escriure una espècie de novel·la-poema... endinsant-me endinsant-me en el centre de les nostres conviccions, i irrompint en les sales d'estar i llocs semblants, "on als àngels els fa por trepitjar"; y abordant així, cara a cara i sense màscara, la humanitat de l'època, dient clarament la veritat sobre ella. Aquesta és la meva intenció. | » |
| — Elizabeth Barrett Browning a Virginia Wolf, Escriptores | |   |

Aurora Leigh va ser, a més, una de les més apreciades pel públic de l'època, com posa de manifest que l'any 1873, disset anys després de la publicació s'arribessin a fer fins a 13 edicions del llibre.
L'any 1860 va sortir a la llum una edició completa dels seus poemes sota el títol de Poemes abans del Congrés (Poems before Congress). Poc després, la seva salut empitjoraria i Elizabeth Barrett Browning moriria el 29 de juny de 1861. La seva tomba es troba en el cementiri anglès de Florència. Una col·lecció dels seus últims poemes va ser publicada pel seu marit poc després de la seva mort.

## Importància literària

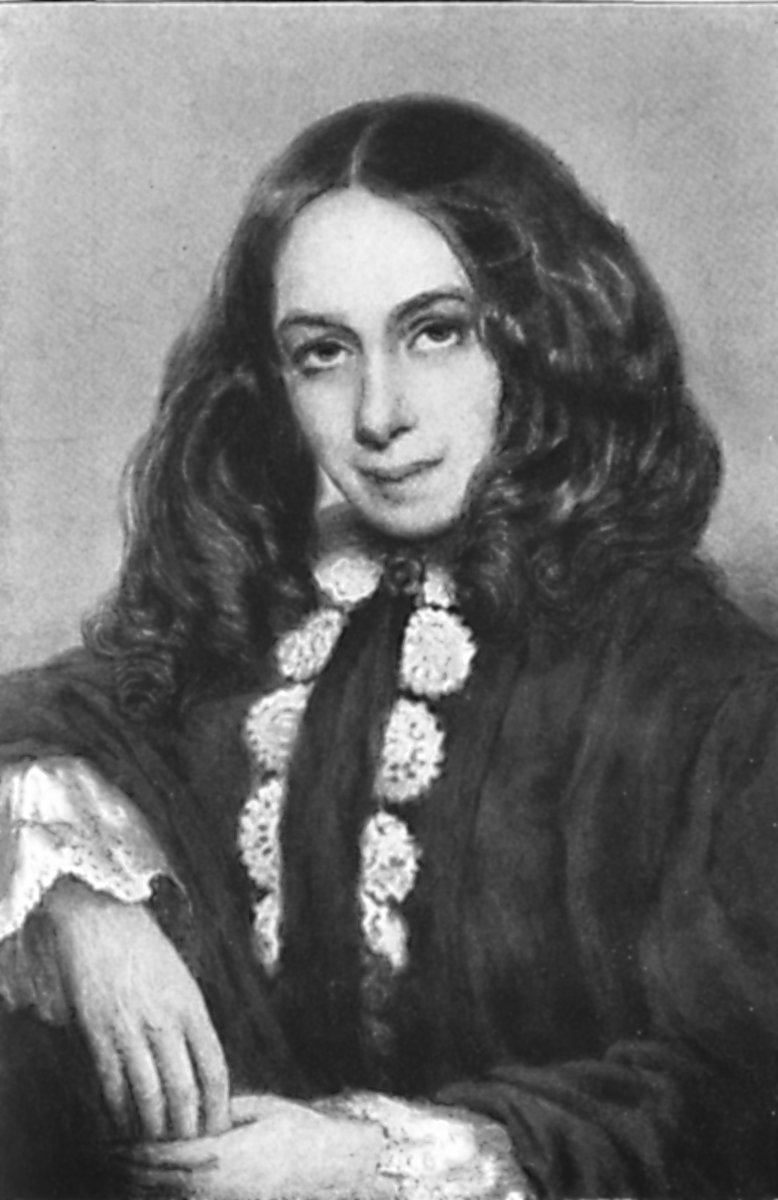
Elizabeth

Generalment es considera Barrett la més gran poetessa anglesa. Les seves obres estan plenes de tendresa i delicadesa, però també de força i profunditat de pensament. Els seus propis patiments, combinats amb la seva força moral i intel·lectual, van fer d'ella una defensora dels oprimits allà on els trobés. El seu talent era sobretot líric, tot i que no tota la seva obra ho va ser. Les seves debilitats són la falta de concisió, cert manierisme i falles en la mètrica i la rima.

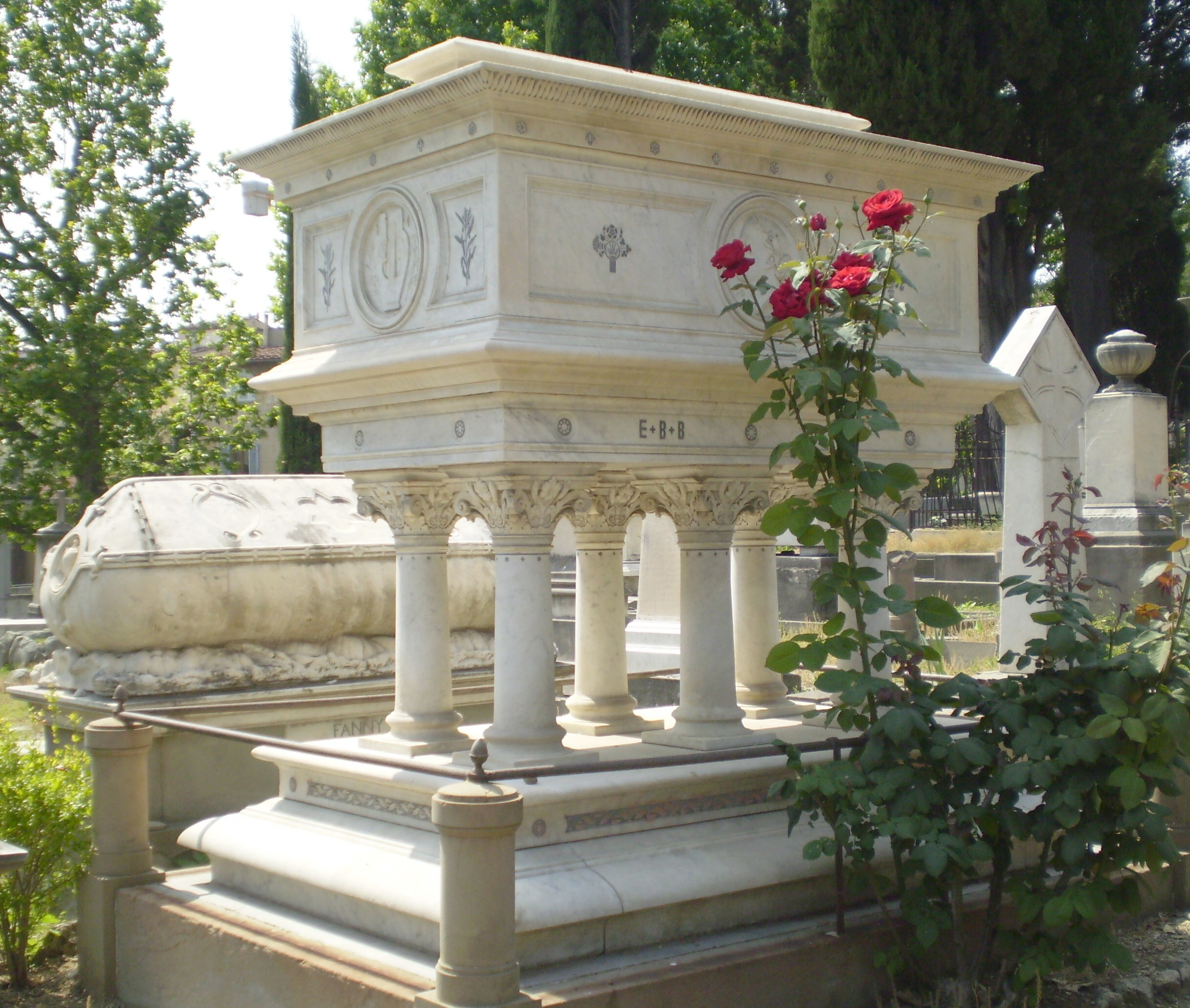
La seva tomba al cementiri anglès de Florència

Una de les seves obres més famoses és Sonets del portuguès, una col·lecció de sonets amorosos escrits per Browning però disfressats com una traducció. El més famós d'ells, amb una de les frases inicials més conegudes en anglès, és el número XLIII: "How do I love thee? Let me count the ways… / Com t'estimo? Deixa'm explicar-te les maneres en què t'estimo..."
Però mentre els seus petrarquians Sonets del portuguès són exquisits, també va ser una poetessa profètica, àdhuc èpica, en escriure Les finestres de la casa Guidi donant suport a la unificació italiana, talment com Byron donà suport a la independència de Grècia respecte de Turquia.
Aurora Leigh és també una altra de les seves obres més conegudes, escrita en nou volums, és una novel·la en vers en què s'aborden els problemes històrics, socials i polítics, intel·lectuals i morals d'una artista que reivindica la seva feminitat i l'acompliment d'una vocació. És també un retrat del seu itinerari personal, després de la mort de Margaret Fuller en ofegar-se el 1850 al vaixell "Elizabeth", en què el personatge d'Aurora encarna Margaret i el de Marain Erle, la pròpia Elizabeth. Aurora Leigh transcorre a Florència, Anglaterra i París, i en ella usa els coneixements adquirits des de la infància, de la Bíblia en hebreu a Homer, Èsquil, Sòfocles, Apuleu, Dante, Langland, Madame de Staël, i George Sand.
Virginia Woolf diu sobre aquesta obra de Barrett que la seva velocitat i energia, a més d'una franquesa i seguretat absoluta, mantenen captivats els lectors. Ressalta, igualment, que una de les impressions més penetrants quan es llegeix aquesta obra és la sensació de la presència de l'autora, que "a través de la veu del personatge Aurora, ressonen en les nostres oïdes el caràcter, les circumstàncies, les peculiaritats d'Elizabeth Barrett".
El govern d'Itàlia i la Comuna de Florència van celebrar la seva poesia amb plaques commemoratives a la Casa Guidi, on els Browning van viure durant el seus quinze anys de matrimoni. Lord Leighton va dissenyar la seva tomba en el cementiri anglès i Francesco Giovannozzo va realitzar la seva escultura, no gaire fidedigna, en marbre de Carrara. L'any 2006, la Comuna de Florència va col·locar una corona de llorer sobre aquesta tomba per celebrar els 200 anys del seu naixement.